# 他伐硼罗
他伐硼罗是一种有机硼酸酯，化学式为C7H6BFO2。它是白色固体，熔点118.6~119.7 °C。它可用作局部抗真菌药物，用于治疗甲癣。它在2014年7月被美国FDA批准。